# Nabój 9 × 17 mm Short
9 × 17 mm Short (.380 ACP) – nabój skonstruowany przez Johna M. Browninga stosowany głównie w pistoletach przeznaczonych do samoobrony.
Nabój 9 × 17 mm Short został opracowany ok. 1900 roku. Produkcję rozpoczęto w 1902 roku. Swoje rozpowszechnienie zawdzięczał skonstruowanym przez Johna M. Browninga, a produkowanym przez zakłady FN pistoletom M1910 i M1922. Najbardziej popularny był w latach 1920–1940. Był wtedy użytkowany głównie w małych pistoletach z zamkiem swobodnym, które stanowiły uzbrojenie wyższych oficerów wojska i funkcjonariuszy policji w całej Europie. Po wojnie popularność naboju malała. W krajach Układu Warszawskiego został zastąpiony w latach pięćdziesiątych przez nabój 9 × 18 mm Makarowa, a na zachodzie Europy dominującą rolę zdobył silniejszy nabój 9 × 19 mm Parabellum. Obecnie jest produkowany i wykorzystywany w małych pistoletach przeznaczonych do samoobrony.
Inne nazwy naboju 9 × 17 mm Short:
- .380 ACP
- .380 Colt Auto
- 380 Auto Webley
- 9 mm Corto
- 9 mm Holland P3
- 9 mm Kurz
- 9 mm Short Browning
- 9 mm vz. 22 (czeski zmodyfikowany nabój)

Innym nabojem jest .38 ACP (9 × 23 mm SR).

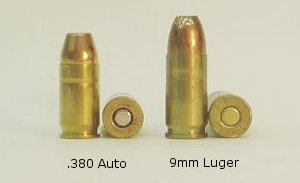
Nabój 9 × 17 mm (po lewej) w porównaniu do 9 × 19 mm Parabellum